# Ljiljana Petrović
Ljiljana Petrović (Bosanski Brod, 1939. — Novi Sad, 4. veljače, 2020.) bila je srpska pjevačica iz Novog Sada, prva predstavnica Jugoslavije na Pjesmi Eurovizije 1961. godine u Cannesu s pjesmom Jože Privšeka i Miroslava Antića - Neke davne zvezde, s kojom je osvojila osmo mjesto.

## Životopis
Sve se pokrenulo u ljeto 1960-ih za ljetne gaže u Vili Karolina (Mali Lošinj), Ljiljanu Petrović do tada anonimnu novosadsku pjevačicu, zapazio je direktor Jugotona i pitao "želi li snimiti ploču" ?. Pjesme za njenu prvu ploču -Sastanak u 6, snimane su u studiju Radio Ljubljane, tamo je njen glas zamijetio slovenski kompozitor Jože Privšek, kojem se toliko dopala da je htio da ona pjeva njegovu skladbu Neke davne zvezde na prvom jugoslavenskom natjecanju za odabir pjesme za Euroviziju 1961. u Ljubljani. Ljiljana je pobijedila u jakoj konkurenciji (Ivo Robić, Lola Novaković) i iste te godine otišla u Cannes, i zauzela osmo mjesto kao debitantica. 
Nakon tog zapaženog nastupa, Ljiljana Petrović postala je tipična domaća pjevačica zabavne glazbe, pjevala je na brojnim domaćim festivalima, s relativnim uspjehom, uvijek pri vrhu - ali nikada prva. Ostali su zapaženi njeni nastupi na Zagrebačkom festivalu 1962., s pjesmom Ko Crne Ruže Cvijet (Kustan - Chudoba), za nju je dobila i jednu od brojnih nagrada, i Andrija...super momak si ti (Vučer - Chudoba), koja je bila - hit tih godina.
Dobila je i nagradu stručnog povjerenstva subotičkog festivala zabavne glazbe Omladina 1967., za izvedbu pjesme Tibora Balaša; Stani na čas (drugi izvođač bio je zagrebački pjevač Vjekoslav Jut). Pjevačka zvijezda Ljiljane Petrović počela je blijediti već krajem 1970-ih, tako da je polako, gotovo neprimjetno Lj. Petrović i otišla s estradne scene.
Od 1989. godine Ljilljana se bavi haiku poezijom, svoje stihove je prvi put recitirala na televiziji Beograd 1990., a potom ih je objavila u časopisima Krovovi i Paun. 1991. objavila je i samostalnu knjigu haiku poezija Stope i talasi i autorsku publikaciju Ljiljana.
Njeni haiku stihovi objavjeni su u antologijama haiku poezije Jugoslavije; Grana koja maše i   Leptir na čaju.
Od 1995. počela je skladati glazbu na haiku stihove, tako da je među malobrojnima koji se bave tom glazbenom formom. (neki vele jedina ). 
Svoje haiku note prvi put je objavila u Listiku glasilu novosadskog haiku kluba Aleksandar Nejgebauer i časopisu Nebojše Simina; Haiku pismo.

## Diskografija

### Singl i EP ploče
- Sastanak u 6, A strana: Sayonara (Berlin - Lj. Petrović - M. Rijavec), Plovi, srebrni meseče (Tobias - Stojsković - Rijavec), B strana; Isplači reku suza (Hamilton - Živković - Rijavec), Sastanak u 6 (S. Radosavljević - A. Korać - M. Rijavec), Jugoton - Zagreb, EPY 3093, 1961.
- Andrija, A strana: Andrija (Vučer - Chudoba - Černjul), Toni, Toni (Mahalup - Chudoba - N. Kalogjera), B strana; Lutanja (Pero Gotovac - Pomykalo), Ko crne ruže cvijet (Kustan - Chudoba - Pomykalo), Jugoton, Zagreb - EPY 3171,  1962.
- O, slatka baby, A strana; Očaravanje (F. D. Marchetti - M. Kinel), Hernando's Hideaway (Adler - Ross - M. Kinel), B strana; Mali cvet (Sidney Bechet - M. Kinel), O, slatka baby (Logan - Shuman - Kinel), Jugoton, Zagreb - EPY 3133,  1962.
- Chicago, A strana: Pevaj, pevaj, pevaj (L. Prima - V. Jakovljević), Voli me ili me ostavi (Kahn/Donaldson - M. Savić), B strana: Na sunčanoj stazi (J. Mc Hugh - Lj. Petrović), Chicago (F. Fisher - D. Šetina), PGP RTB, Beograd - EP 41 480,  1962.
- Lutanja, A strana: Andrija (Vučer - Chudoba - Černjul), Toni, Toni (Mahalup - Chudoba - N. Kalogjera), B strana: Lutanja (Pero Gotovac - Pomykalo), Ko crne ruže cvijet (Kustan - Chudoba - Pomykalo), Jugoton, Zagreb - EPY 3171, 1962.
- Brigitte Bardot, A strana: Brigitte Bardot (Gustavo - I. Stojković), Či-va-va (Parsons - Lj. Petrović), B strana: Yes, Sir, That's My Baby (Donaldson - M. Kinel), Budi naš gost večeras (Fats Domino - Lj. Petrović), Jugoton - Zagreb, EPY 3218,  196x.
- Twist ljubavi, A strana: Lalaika (J. Salo - A. Korać - A. Subota), Ni sad, ni pre (Aleksandar Korać), B strana: Twist ljubavi,  (A. Bovenzi - A. Korać - A. Subota), Vrati se s letom (Taccani - A. Korać - A. Subota), Jugoton, Zagreb - EPY 3305,  1963.
- Kad praštamo jedno drugom,  A strana: Mlada sam (P. Donaggio - A. Korač), Nisam znala (P. Calvi - M. Kinel), B strana: Tamne oči - plavi svod (M. Panzeri - O. Živković), Kad praštamo jedno drugom (G. D'anzi - M. Savić), Jugoton, Zagreb - EPY 3313, 1964.
- Pogreših samo jedno, A strana: Kad ne bude mene više (trad.), Odlazim sutra (Aleksandar Korać), B strana: Kad mi pišeš, mila mati (trad.), Pogreših samo jedno (Stojan Andrić), Jugoton, Zagreb - EPY 3314,  1964.
- Mladi smo, A strana: Fransoaz (Miroslav Balta - Tihomir Petrović - Julio Marić), B strana: Mladi smo (Duško Mitrinović - Josip Jurić), Beograd Disk, Beograd - SVK 1017,  1970.
- Bekime, Bekime, A strana: Bekime, Bekime (Lj. Petrović), B strana: Nikola (J. Adamov - Lj. Petrović), Beograd disk - Beograd, SVK 1049, 1971.
- Ne igraj se, vetre, A strana: Ne igraj se, vetre (J. Adamov - Lj. Petrović), B strana: Zašto smo se sreli (J. Adamov - Lj. Petrović), PGP RTB, Beograd - 52 563,  1973.
- Sinulo je sunce, A strana: Gitaro, druže moj (A. Korać - Z. Skerl - A. Korać), B strana: Sinulo je sunce (A. Korać - J. Adamov - A. Korać), PGP RTB, Beograd - 52 638,  1974.

## Vanjske poveznice
- Ljiljanin nastup na Euroviziji 1961 sa youtuba